# Leptispa bicoloripennis
Leptispa bicoloripennis is een keversoort uit de familie bladkevers (Chrysomelidae). De wetenschappelijke naam van de soort werd in 1982 gepubliceerd door Voronova & Zaitzev.